# نادي لوميتساني
نادي لوميتساني (بالإنجليزية: A.C. Lumezzane)‏ هو فريق كرة قدم من مدينة Lumezzane ‏ في إيطاليا، أُسس بتاريخ 1945، يلعب في ليغا برو بريما ديفيزيوني ‏، في Stadio Tullio Saleri ‏، يدرب النادي جيانلوكا فيستا.

## وصلات خارجية
- الموقع الرسمي

لم يتم العثور على روابط لمواقع التواصل الاجتماعي.